# Diocesi di Betlemme

Il piazzale della basilica della Natività a Betlemme.

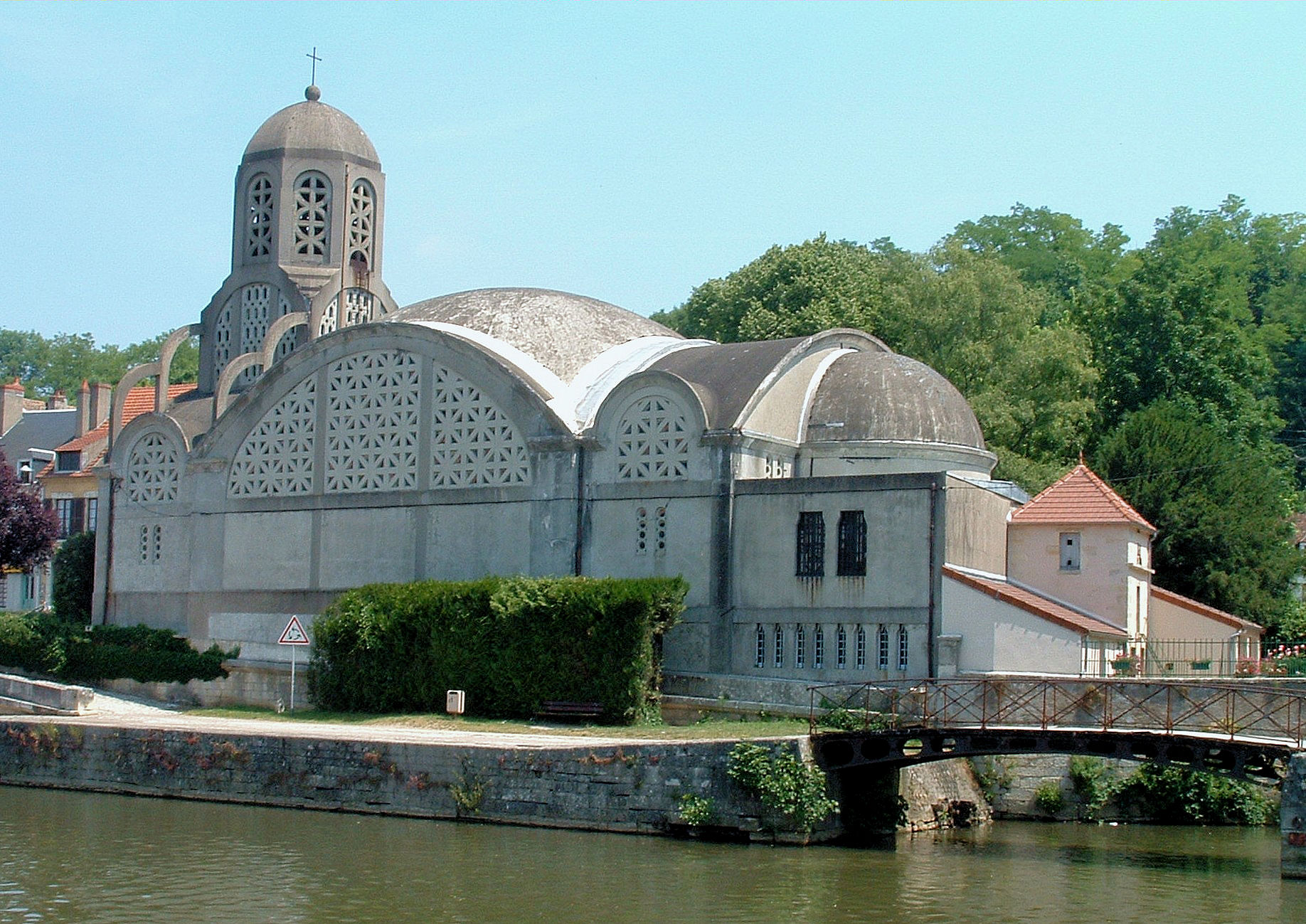
La moderna chiesa Notre-Dame-de-Bethléem, costruita nel 1926 in ricordo della presenza dei vescovi di Betlemme a Clamecy.

La diocesi di Betlemme (in latino Dioecesis Bethleemitana) è una sede soppressa e sede titolare della Chiesa cattolica.

## Storia

### La sede di Betlemme
Il 7 giugno 1099 Betlemme fu conquistata dai crociati, che costruirono un nuovo monastero con chiostro per gli agostiniani a nord della Basilica della Natività, a sud eressero una torre di difesa e ad ovest l'episcopio. Il clero ortodosso, unico fino a quel momento a officiare nella basilica, fu scacciato dalla propria sede e sostituito da religiosi latini.
Il giorno di Natale del 1100 Baldovino I fu incoronato a Betlemme primo Re di Gerusalemme. All'inizio la basilica fu affidata ad un capitolo di canonici regolari di Sant'Agostino, governato da un priore.
Su richiesta del re e del patriarca Gibelino, qualche anno dopo papa Pasquale II eresse la cittadina a vescovado latino: tra il 1109 e il 1110 fu nominato primo vescovo Aschétin o Anselin, membro del capitolo del Santo Sepolcro di Gerusalemme. La diocesi era direttamente sottoposta al patriarca di Gerusalemme. Prima di allora Betlemme non era mai stata sede episcopale; per questo motivo, nel rispetto delle tradizioni ecclesiastiche orientali, la Santa Sede trasferì a Betlemme il titolo episcopale dall'antica sede di Ascalona.
Nel 1187 Saladino riconquistò Betlemme togliendola ai crociati; il clero latino fu costretto a partire permettendo a quello greco-ortodosso di tornare. Verso la metà del 1191 il vescovo Randolph (Raoul II) fu fatto prigioniero dal Saladino e morì in prigione l'anno successivo. Nel 1192 il sultano acconsentì al ristabilimento del culto latino con la presenza di due preti e due diaconi latini; tuttavia, l'economia di Betlemme soffrì della drastica riduzione dei pellegrini dall'Europa.
Nel 1229 Betlemme - insieme a Gerusalemme, Nazaret e Sidone - tornò per breve tempo al Regno di Gerusalemme in forza di un trattato tra l'imperatore Federico II e il sultano ayyubide al-Malik al-Kamil, in cambio di dieci anni di tregua tra Ayyubidi e Crociati. Betlemme fu riconquistata dai musulmani nel 1244, dopo la scadenza del trattato nel 1239.
Nel 1250, con l'avvento al potere dei Mamelucchi sotto Baybars, la tolleranza verso i cristiani declinò; il clero lasciò la città le cui mura furono demolite nel 1263. Il clero latino tornò a Betlemme nel secolo successivo e si stabilì nel monastero adiacente alla Basilica della Natività. I greci-ortodossi ebbero il controllo della basilica e condivisero il controllo della Grotta del Latte con i latini e gli armeni.
A seguito della caduta di San Giovanni d'Acri e la fine degli Stati crociati in Medio Oriente (1291), tutti i vescovi latini rifugiati in questa città, compreso quello di Betlemme, dovettero ritornare in Europa.

### Il trasferimento in Francia
Tra i diversi possedimenti europei di proprietà del vescovo di Betlemme, c'erano anche dei beni attorno a Clamecy, in Borgogna, nella contea di Nevers. Infatti, nel 1168 il crociato Guglielmo IV, conte di Nevers, che moriva a Betlemme, lasciò per testamento ai vescovi di Betlemme questi beni, per servire loro come luogo di rifugio, se Betlemme fosse caduta in mano musulmana. Nel 1224 il vescovo Rainiero, durante un viaggio in Francia, prese possesso dei beni con ll consenso della contessa Mahaut di Nevers.
I vescovi di Betlemme non sempre risiedettero a Clamecy, per la loro particolare situazione giuridica. Molti di loro divennero coadiutori di altri vescovi del regno oppure vicari generali. Svolsero quest'ultima funzione i vescovi Wulfran d'Abbeville per l'arcidiocesi di Rouen, Aimard de La Roche per la diocesi di Ginevra, Bertrand Albergey per la diocesi di Mende. Molti tra i vescovi del XV secolo furono vescovi coadiutori: Buisson a Autun, Pilory ad Amiens, Albergey a Clermont, Léonard a Liegi, Philibert de Beaujeu a Auxerre.
L'ultimo vescovo di Betlemme a mettere piede in Terra santa fu probabilmente Guillaume († 1346 o 1347), che spese molte energie per raccogliere fondi per il restauro della basilica della Natività di Betlemme; secondo Riant, potrebbe aver raggiunto la sua sede in Oriente dove sarebbe morto.
Il re di Francia Carlo VI, il 9 febbraio 1413, concesse ai vescovi di Betlemme gli stessi diritti e le medesime prerogative di cui godevano gli altri vescovi francesi, ma il clero francese vi si opposero e i detentori del titolo di vescovo di Betlemme erano sempre considerati vescovi in partibus infidelium. Essi venivano nominati dal re e canonicamente istituiti dal papa, come succedeva, in conformità con la Prammatica Sanzione di Bourges del 1438 e con la successiva Concordato di Bologna del 1516 per i vescovi e i superiori religiosi.
I vescovi di Betlemme stabilirono definitivamente la loro residenza a Clamecy. Esercitavano su un piccolissimo territorio, costituito dal sobborgo di Panthenor in Clamecy, da un ospizio (hôpital o maison-Dieu) e da una cappella dedicata a Notre-Dame, tutte le funzioni episcopali proprie, nonostante il fatto che il vescovo di Auxerre negava rotondamente il loro diritto di agire così, per esempio quando la questione è stata discussa all'Assemblea generale del clero di Francia del 27 agosto 1770 e quando il Parlement ha espresso un giudizio contrario il 22 febbraio 1674. Infatti non di rado, nell'esercizio dei loro pretesi diritti, entravano in conflitto con i vescovi delle diocesi limitrofe, in particolare con quello di Auxerre, che gli contestava la loro giurisdizione spirituale e soprattutto i benefici e le rendite di cui erano detentori. Questa situazione di conflitto durò fino alla fine del Settecento, cioè fino alla Rivoluzione francese e la perdita del possedimento a Clamecy.
Durante l'episcopato di Arnaud de Limone (1436-1457) la cappella di Notre-Dame fu restaurata e dotata di un capitolo di canonici.
In seguito al concordato del 1516, che dava al re il diritto di presentare alla Santa Sede i vescovi e i superiori religiosi, il re concesse ai duchi di Nevers, fatta salva l'approvazione del re, di potere esercitare questo diritto nei riguardi dei vescovi di Betlemme.
Così, con il breve Apostolatus officium del 17 agosto 1524, papa Clemente VII conferì, a richiesta di una contessa di Nevers, al monaco Philibert de Beaujeu "l'episcopato in partibus di Betlemme, al quale è unita, allegata e incorporata la chiesa chiamata Nostra Signora di Betléem-lez-Clamecy, immediatamente soggetta alla Santa Sede" e gli ordinò di recarsi "alla predetta chiesa di Betlemme e di risiedervi personalmente e di non potere esercitare i riti pontificali fuori della propria città e diocesi". Similmente nel 1560 papa Pio V, nel conferire l'investitura canonica a un vescovo eletto, gli diceva che l'ospizio "Santa Maria di Betlemme" presso la cittadina di Clamecy era unito perpetuamente alla Chiesa di Betlemme in partibus infidelium.
Nella seconda metà del XVI secolo, tutti i vescovi nominati dai duchi di Nevers non vennero confermati dalla Santa Sede e dunque non ricevettero la consacrazione episcopale, limitandosi ad amministrare i beni della mensa episcopale. Di fatto la sede betlemmita restò vacante per tutto questo periodo.
La sede episcopale di Betlemme, considerata come suffraganea dell'arcidiocesi di Sens, classificazione che non impediva una classificazione del vescovo come vescovo in partibus senza giurisdizione episcopale nemmeno nel territorio dove aveva preso asilo, fu soppressa in seguito al concordato con la bolla Qui Christi Domini di papa Pio VII del 29 novembre 1801.

### La sede titolare
Con lo scisma d'Occidente (dal 1378), i papi di Roma iniziarono a nominare dei vescovi di Betlemme in competizione con quelli francesi, nominati dai papi di Avignone. I vescovi "italiani" tuttavia non poterono mai prendere possesso della loro sede francese e si dovettero accontentare di incamerare le rendite dei benefici che i vescovi betlemmiti possedevano in Italia.
Una volta ricomposto lo scisma (1417), la serie dei vescovi in partibus italiani non fu soppressa, come avvenne per tutte le altre sedi con la doppia (e in alcuni casi tripla) obbedienza, ma continuò fino alla fine del XVI secolo.
Dopo la soppressione della diocesi di Betlemme a Clamecy, il 3 luglio 1840, con il breve In amplissimo di papa Gregorio XVI, agli abati di San Maurizio d'Agauno in Svizzera fu concesso di portare in perpetuo il titolo di vescovi di Betlemme: quando il papa nominava l'abate, contestualmente lo eleggeva anche vescovo titolare di Betlemme. Così è stato fino al 1970, quando il papa nominò Henri Salina, C.R.A., abate senza carattere episcopale e il titolo rimase all'abate emerito Lois-Séverin Haller, fino alla sua morte, avvenuta nel 1987; quando poi il papa concesse a Salina la dignità episcopale nel 1991, non gli assegnò la sede di Betlemme, ma quella di Monte di Mauritania. Gli ultimi due abati, Joseph Roduit e l'attuale, Jean César Scarcella, non hanno carattere episcopale.
Perciò, il titolo non è stato più assegnato ed è vacante dal 17 luglio 1987.

## Cronotassi dei vescovi

### Vescovi di Betlemme
- Aschétin o Anselin I † (1109 o prima del 24 marzo 1110 - dopo il 2 maggio 1125)[20]
- Anselme o Anselin II † (prima di marzo 1128 - dopo il 12 agosto 1145)[21]
- Gérard I (o Gérald o Giraud) † (prima di maggio 1148 - dopo il 19 agosto 1153)[22]
- Raoul I (o Ralph o Raulinet) † (1155[23] - dopo il 14 febbraio 1174 deceduto)[24]
  - Sede vacante (1174-1176)
- Albert † (1176[25] - prima di ottobre 1186 deceduto)[26]
- Raoul II (o Randolph) † (prima del 21 ottobre 1186 - 1192 deceduto)[27]
- Anonimo † (prima del 5 agosto 1196 - circa novembre-dicembre 1202 deceduto)[28]
- Pierre I † (prima di gennaio 1203 - 14 aprile 1205 deceduto)[29]
- Tommaso † (prima del 1207 - ?)[30]
  - Pierre † (1210 - 1211 dimesso) (intruso)[31]
- Rainiero, O.Cist. † (1210 - dopo il 21 agosto 1227)[32]
- Anonimo † (menzionato il 18 febbraio 1233)[33]
- Giovanni Romano † (1238 o 1239 - circa 1244 deposto)[34]
- Goffredo de' Prefetti † (24 gennaio 1245 - dopo il 23 luglio 1251 deceduto)[35]
- Tommaso Agni da Lentini, O.P. † (10 settembre 1255[36] - 18 aprile 1267 nominato vescovo di Cosenza)[37]
- Gélhard (o Gaillard) d'Oursault, O.P. † (28 settembre 1267 - 1279 deceduto)
- Hugues de Tours (o Ugo de Curcis)[38], O.P. † (3 ottobre 1279 - circa 1298 deceduto)[39]

### Vescovi di Betlemme dopo il 1291
- Pierre de Saint Maixant ?, O.P. † (? - circa 1300 deceduto)[40]
- Wulfran d'Abbeville, O.P. † (29 dicembre 1303 consacrato - dopo luglio 1329 deceduto)[41]
- Guillaume, O.P. † (20 aprile 1331 - circa 1346 o 1347 deceduto)
- Pietro, O.P. † (5 novembre 1347 - dopo il 21 luglio 1355 deceduto)[42]
- Ilario Corrado, O.P. † (? - 15 giugno 1356 nominato vescovo di Malta)
- Durand de Sauzet, O.F.M. † (15 giugno 1356 - 1363 deceduto)
- Aimard (Adhémar) Fabri de La Roche, O.P. † (13 novembre 1363 - 10 novembre 1378 nominato vescovo di Saint-Paul-Trois-Châteaux)[43]

### Vescovi di Betlemme in Clamecy
- Obbedienza avignonese e pisana:
  - Guillaume de Vallan, O.P. † (13 luglio 1379 - 2 dicembre 1388 nominato vescovo di Évreux)
  - Guillaume Martelet † (2 dicembre 1388 - dopo il 23 maggio 1402 deceduto)[44]
  - Gérard de Gisors, O.Carm. † (28 agosto 1402 - 1403 deceduto)
  - Jean Lami (o Amici), O.F.M. † (30 luglio 1403 - 27 febbraio 1408 nominato vescovo di Sarlat)
  - Gérard † (27 febbraio 1408 - 1410 deceduto)
  - Michel le Doyen, O.F.M. † (15 luglio 1411 - ? deceduto)
  - Jean Marchand, O.P. † (19 settembre 1412 - 11 dicembre 1422 deceduto)
- Obbedienza romana:[45]
  - Giuliano † (circa 1379 - 1380 dimesso)[46]
  - Giovanni Salvuzzi di Fucecchio, O.F.M. † (29 ottobre 1380 - 9 ottobre 1383 nominato vescovo di Lucca)
  - William Bottlesham † (1383 - 2 dicembre 1385 nominato vescovo di Llandaff)
  - Lanfranco di Genova † (12 dicembre 1385 - dopo il 1409)[47]
- Laurent Pignon, O.P. † (5 marzo 1423 - 1428 nominato vescovo di Soissons)[48]
- Jean de La Roche, O.F.M. † (3 dicembre 1428 - 19 settembre 1433 nominato vescovo di Cavaillon)
- Dominique, O.F.M. † (24 settembre 1433 - 1436 deceduto)
- Arnaud-Guillaume de Limone, O.Carm. † (26 novembre 1436 - 1457 deceduto)
- Étienne Pilerand, O.F.M. † (7 ottobre 1457 - 1463)
- Antoine Buisson, O.Carm. † (8 ottobre 1463 - circa 1477 deceduto)
- Jean Pilory Bilar, O.P. † (18 settembre 1477 - dopo il 7 ottobre 1482)
- Bertrand Albergey (o d'Albigey), O.F.M. † (circa 1483[49] - dopo il 6 marzo 1486)
- Hubert Léonard (Liénard), O.Carm. † (6 luglio 1489 - 3 dicembre 1492 nominato vescovo titolare di Dara)
- Jacques Héméré † (3 dicembre 1492 - ? deceduto)[50]
- Jean L'Apôtre, O.E.S.A. † (22 febbraio 1497 - 1498 deceduto)[51].
- Antoine Coinel (o de Crenel) † (23 agosto 1499 - 1512 dimesso)
- Martin Bailleux dit Le Doux, O.F.M. † (22 giugno 1513 - 1524 deceduto)
- Philibert de Beaujeu le Doux, O.S.B. † (17 agosto 1524 - dopo l'11 luglio 1555 deceduto)
  - Dominique Flelin (Philélin) † (10 febbraio 1556 - 1558 dimesso) (vescovo eletto)
- Urbain Reversy † (4 settembre 1560 - 1560 deceduto)[52]
  - Antoine Trusson, O.E.S.A. † (5 dicembre 1560 - 1568 dimesso) (vescovo eletto)
  - Charles Bourbonnat, O.E.S.A. † (10 settembre 1568 - 1583 deceduto) (vescovo eletto)
  - Siméon Jourdain, O.E.S.A. † (prima del 22 agosto 1583 - circa 1587 deceduto) (vescovo eletto)
  - Sede vacante (1588-1605)
- Louis de Cléves, O.Clun. † (3 agosto 1605 - 22 marzo 1609 deceduto)[53]
- Jean de Cléves, C.R.S.A. † (2 maggio 1611 - 9 ottobre 1619 deceduto)[54]
  - Sede vacante (1619-1623)
- André de Sauzay † (23 ottobre 1623 - 3 aprile 1644 deceduto)
- Jean-Baptiste de Bontemps † (12 aprile 1644 - 19 giugno 1650 deceduto)
- Christophe d'Autier de Sisgau, O.S.B. † (27 febbraio 1651 - ottobre 1663 dimesso)
- François de Batailler † (28 aprile 1664 - 20 giugno 1701 deceduto)
  - Sede vacante (1701-1713)
- Chérubin-Louis Le Bel, O.F.M.Rec. † (11 dicembre 1713 - 8 ottobre 1738 deceduto)[55]
- Louis-Bernard La Taste, O.S.B. † (23 febbraio 1739 - 22 aprile 1754 deceduto)
- Charles-Marie de Quélen † (16 dicembre 1754 - 21 aprile 1777 deceduto)
- François Camille Duranti-Lironcourt † (30 marzo 1778 - 1801 deceduto)[56]
  - Sede soppressa

### Vescovi titolari
- Giovanni Berratino † (19 settembre 1462 - ?)[57]
- Fabrizio † (? deceduto)
- Francesco de Carralaris o de Cavalleriis † (1º giugno 1468 - dopo il 28 aprile 1471 deceduto)
- Cristoforo Amici † (1º febbraio 1473 - 18 luglio 1500 dimesso)
- Matteo † (21 novembre 1506 - dopo il 14 giugno 1511)
- Gaspare Antonio del Monte † (20 aprile 1517 - 21 agosto 1517 nominato vescovo di Civitate)
- Cristoforo Guidalotti Ciocchi del Monte † (21 agosto 1517 - 10 febbraio 1525 nominato vescovo di Cagli)
- Tommaso Albizzi † (10 febbraio 1525 - 1527 deceduto)
- Leonardo da Vercelli, O.E.S.A. † (menzionato nel 1534)
- Luís Soler † (28 aprile 1536 - ?)
- Cristóbal de Arguellada † (4 luglio 1550 - dopo il 1572)[58]
- Mario Bellomo † (23 settembre 1585 - 1593 deceduto)[59]
- Vincenzo Malatesta † (20 novembre 1595 - 2 maggio 1603 deceduto)[60]
- Etienne-Barthélemy Bagnoud, C.R.A. † (3 luglio 1840 - 2 novembre 1888 deceduto)
- Joseph Paccolat, C.R.A. † (5 febbraio 1889 - 6 aprile 1909 deceduto)
- Joseph-Emile Abbet, C.R.A. † (24 luglio 1909 - 3 agosto 1914 deceduto)
- Joseph-Tobie Mariétan, C.R.A. † (15 ottobre 1914 - 8 febbraio 1931 nominato vescovo titolare di Agatopoli)
- Bernard Alexis Burquier, C.R.A. † (18 agosto 1932 - 30 marzo 1943 deceduto)
- Louis-Séverin Haller, C.R.A. † (26 giugno 1943 - 17 luglio 1987 deceduto)